# Robert Joseph Bandoni
Robert Joseph Bandoni, född 9 november 1926 i Weeks, USA, död 18 maj 2009 i Ladner, Kanada, var en kanadensisk mykolog som huvudsakligen studerade gelésvampar.
Under sina 50 år som professor vid University of British Columbia skrev han fler än 80 vetenskapliga artiklar samt ett flertal böcker. År 1990 tilldelades han George Lawson-medaljen av Canadian Botanical Association.
Auktorsnamnet Bandoni kan användas för Robert Joseph Bandoni i samband med ett vetenskapligt namn inom botaniken; se Wikipediaartiklar som länkar till auktorsnamnet.